# Charles Nordhoff
Charles Nordhoff (Londra, 1º febbraio 1887 – 10 aprile 1947) è stato un romanziere e viaggiatore inglese.

## Biografia
Nacque a Londra da genitori statunitensi. Suo padre Walter era un ricco imprenditore, nonché autore del romanzo storico The Journey of the Flame (anche il nonno paterno Charles fu uno scrittore). Sua madre era Sarah Cope Whitall. I genitori di Nordhoff tornarono negli Stati Uniti nel 1889, andando a vivere in Pennsylvania, a Rhode Island, e infine stabilendosi in California nel 1898.
A soli 15 anni Nordhoff pubblicò un articolo in una rivista di ornitologia. A 17 anni entrò alla Stanford University, ma dopo un anno si trasferì a Harvard, dove ottenne la laurea nel 1909.
Nel 1916 firmò per entrare negli Ambulance Corps e viaggiò in Francia. Entrò a far parte con altri espatriati americani di un progetto pilota nel Lafayette Escadrille. Dopo la cessazione dal servizio, soggiornò a Parigi, dove lavorò come giornalista e scrisse il suo primo libro, The Fledgling.
Andò a Tahiti per le sue attività di ricerca e di ispirazione, finì per restarci 20 anni e vi scrisse diversi dei suoi lavori, alcuni in collaborazione con James Norman Hall. Sposò una donna tahitiana, Teara Pepe, dalla quale ebbe 4 figlie e 2 figli.

## Opere
- The Fledgling (1919)
- The Lafayette Flying Corps (1920)
- Faery Lands of the South Pacific (1921)
- Picarò (1924)
- The Pearl Lagoon (1924)
- The Derelict (1928)
- Falcons of France (1929)
- L'ammutinamento del Bounty (1932)
- Men Against the Sea (1933)
- Pitcairn's Island (1934)
- The Dark River (1938)
- No More Gas (1940)
- In Yankee Windjammers (1940)
- Botany Bay (1941)
- Men Without Country (1942)
- High Barbaree (1945)
- The Far Lands (1950)

## Film basati sulle opere
- La tragedia del Bounty (Mutiny on the Bounty), regia di Frank Lloyd (1935)
- Uragano (The Hurricane), regia di John Ford (1937), basato sulla novella The Hurricane
- The Tuttles of Tahiti (1942)
- Il giuramento dei forzati (Passage to Marseille), regia di Michael Curtiz (1944), basato sulla novella Sans patrie
- L'isola sulla montagna (High Barbaree), regia di Jack Conway (1947)
- I deportati di Botany Bay (1953)
- Gli ammutinati del Bounty (1962)